# Amiran Totikašvili
Amiran Totikašvili (gruzínsky ამირან ტოტიკაშვილი), (* 21. červenec 1969 v Martkopi, Sovětský svaz) je bývalý sovětský a gruzínský zápasník – judista, bronzový olympijský medailista z roku 1988.

## Sportovní kariéra
V sovětské reprezentaci se zabydlel od roku 1988, kdy v únoru nečekaně vyhrál v 19 letech mistrovství SSSR a v září téhož roku si zajistil účast na olympijských hrách v Soulu. Na olympijských hrách nestačil pouze na domácího Korejce Kim Če-jopa a vybojoval bronzovou olympijskou medaili. Sezona 1989 byla v superlehké váze čistě v jeho režii, ale od roku 1990 měl problémy se snižováním váhy. Jeho relativně krátkou reprezentační kariéru ovlivnil i rozpad Sovětského svazu resp. vyhrocené vztahy mezi představiteli jednotlivých sportovních svazů Sovětů. Po osamostatnění Gruzie se v reprezentaci nedokázal prosadit hlavně proti Giorgi Vazagašvilimu.
Po skončení sportovní kariéry se věnuje trenérské práci. V roce 2010, po odvolání Šoty Chabareliho, vedl krátce gruzínskou seniorskou reprezentaci.

### Vítězství
- 1989 - 1x světový pohár (Potsdam)
- 1990 - 2x světový pohár (Paříž, Tbilisi)
- 1992 - 1x světový pohár (Varšava)

## Výsledky
| Turnaj             | 1988       | 1989       | 1990       |
| Turnaj             | 19         | 20         | 21         |
| Turnaj             | superlehká | superlehká | superlehká |
| ------------------ | ---------- | ---------- | ---------- |
| Olympijské hry     | 3.         |            |            |
| Mistrovství světa  |            | 1.         |            |
| Mistrovství Evropy | 1.         | 1.         | 3.         |